# Gramophone Company
Gramophone Company é uma gravadora britânica fundada pelo estadunidense William Barry Owen na cidade de Londres, em 1897, juntamente com dois outros investidores, Edgar Storey e Trevor Williams, para ser o braço da Berliner Gramophone na Inglaterra. Em 1931, aconteceu a fusão da empresa com a parte européia da Columbia Records, dando origem à Electric and Musical Industries Ltd.